# (Не)ідеальні парочки
(Не)ідеальні парочки (італ. Per tutta la vita) — італійський фільм у жанрі комедії, що вийшов 2021 року. Режисер Паоло Костелла; сценаристи Паоло Костелла й Паоло Дженовезе. Продюсер Марко Беларді. Світова прем'єра відбулася 11 листопада 2021 року; прем'єра в Україні — 17 лютого 2022-го.

## Про фільм
Чи є можливим вважати шлюб дійсним, якщо священник, котрий вінчав пари, виявився аферистом?
У подружніх життях кількох пар, що опинилися у подібній ситуації, почали спливати старі таємниці.
Чи зможуть ці пари знову укласти шлюб або їх життя цілковито зміняться?

## Знімались
| Актор                | Роль |
| -------------------- | ---- |
| Клаудія Джеріні      |      |
| Еурідіче Аксен       |      |
| Філіппо Нігро        |      |
| Кароліна Кресчентіні |      |
| Амбра Анджоліні      |      |
| Клаудія Пандольфі    |      |
| Ренато Скарпа        |      |
| Ігнаціо Оліва        |      |
| Фабіо Воло           |      |
| Памела Віллорезі     |      |
| Івана Монті          |      |
| Лука Бізаррі         |      |
| Паоло Кессісоглу     |      |